# Isagarh
Isagarh là một thị xã và là một nagar panchayat của quận Guna thuộc bang Madhya Pradesh, Ấn Độ.

## Địa lý
Isagarh có vị trí 24°50′B 77°53′Đ / 24,83°B 77,88°Đ Nó có độ cao trung bình là 489 mét (1604 feet).

## Nhân khẩu
Theo điều tra dân số năm 2001 của Ấn Độ, Isagarh có dân số 10.347 người. Phái nam chiếm 53% tổng số dân và phái nữ chiếm 47%. Isagarh có tỷ lệ 62% biết đọc biết viết, cao hơn tỷ lệ trung bình toàn quốc là 59,5%: tỷ lệ cho phái nam là 72%, và tỷ lệ cho phái nữ là 50%. Tại Isagarh, 18% dân số nhỏ hơn 6 tuổi.